# Las Choapas
Las Choapas là một đô thị thuộc bang Veracruz, México. Năm 2005, dân số của đô thị này là 70092 người.